# Miss Egito

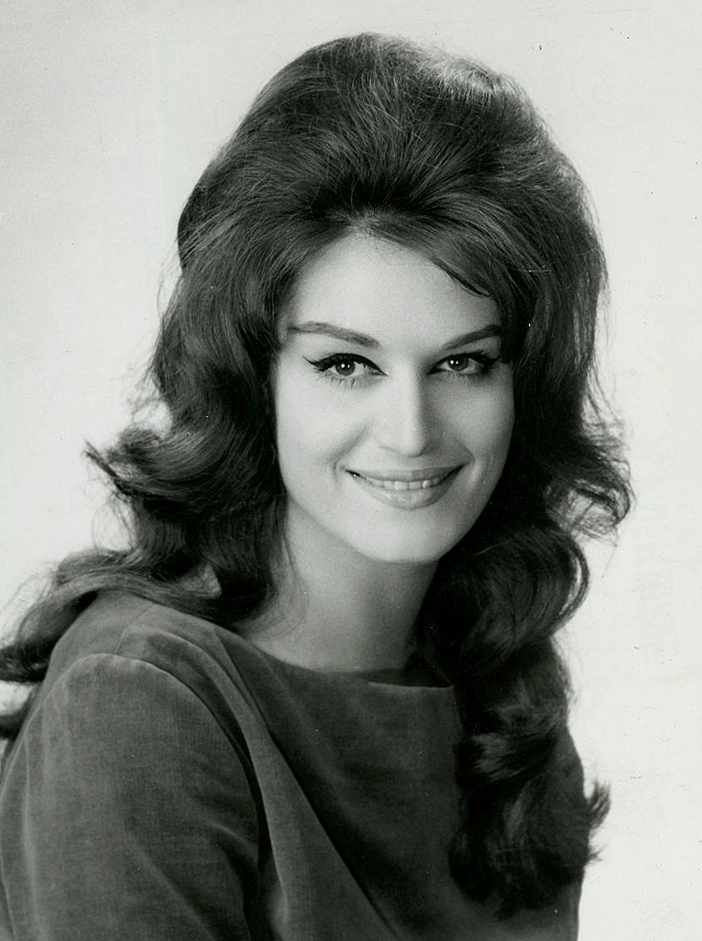
Dalida, Miss Egito 1954.

Miss Egito é um concurso de beleza feminino realizado na capital do País que tem como propósito eleger a melhor e mais completa candidata para que esta dispute o título de Miss Universo. O Egito não possui sequer nenhuma classificação no concurso, quanto mais um título. Após 3 anos de hiato sem realização de disputa nacional, o concurso voltou com força total sob o comando do empresário Youssef Spah.
A mais célebre Miss Egito foi Yolanda Gigliotti, que se tornaria a famosa cantora e atriz Dalida. Ela venceu o título em 1954.

## Vencedoras

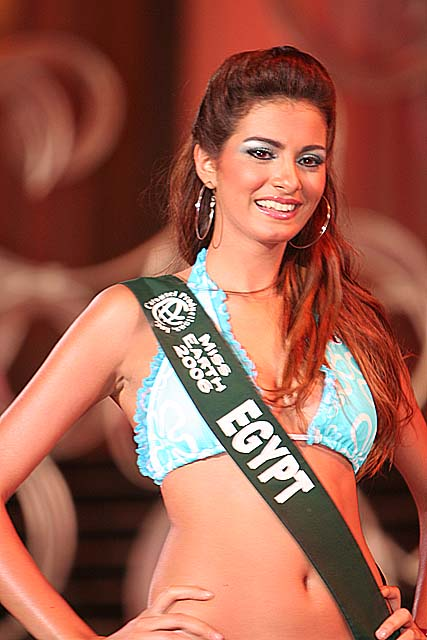
Meriam George, Miss Egito 2005.

1927 - 1965
| Ano  | Miss Egito                 |
| 1927 | Yolanda Kassar             |
| 1934 | Charlotte Wassef           |
| 1952 | Marina Papaelia            |
| 1953 | Antigone Costanda          |
| 1954 | Yolanda Gigliotti (Dalida) |
| 1955 | Gladys Leopardi            |
| 1956 | Norma Dugo                 |
| 1958 | Leila Saad                 |
| 1965 | Omaima Emara               |

1987 - presente
| Ano  | Vitoriosa       | Província  | Colocação |
| 1987 | Hoda Abboud     | Alexandria |           |
| 1988 | Amina Shelbaya  | Cairo      |           |
| 1989 | Sally Attah     | Cairo      |           |
| 1990 | Dalia El Behery | Garbia     |           |
| 1992 | Lamia Noshi     | Cairo      |           |
| 1994 | Ghada El Salem  | Porto Said |           |
| 1995 | Nadia Ezz       | Cairo      |           |
| 1996 | Hadeel Naga     | Cairo      |           |
| 1997 | Iman Thakeb     | Cairo      |           |
| 1998 | Karine Fahmi    | Cairo      |           |
| 1999 | Angie Abdalla   | Cairo      |           |
| 2000 | Rania Elsayed   | Cairo      |           |
| 2001 | Sarah Shaheen   | Cairo      |           |
| 2002 | Sally Shahine   | Cairo      |           |
| 2003 | Nour El-Samary  | Cairo      |           |
| 2004 | Heba El-Sisy    | Dakahlia   |           |
| 2005 | Meriam George   | Cairo      |           |
| 2006 | Fawzia Mohamed  | Cairo      |           |
| 2007 | Ehsan Hatem     | Alexandria |           |
| 2008 | Yara Naoum      | Cairo      |           |
| 2009 | Elham Fadel     | Sohag      |           |
| 2010 | Donia Hamed     | Cairo      |           |
| 2011 | Sara El-Khouly  | Cairo      |           |
| 2014 | Lara Debbane    | Cairo      |           |
| 2017 | Farah Sedky     | Alexandria |           |
| 2018 | Nariman Khaled  |            |           |
| 2019 | Diana Hamed     | Cairo      |           |

### Observações
- Nos anos de: 1991, 1993, 2012 e 2013 o Egito não realizou concurso.

## Ligações Externas
- Página Oficial do Concurso no Facebook
- Histórico das Candidatas no Pageantopolis